# Staatliche Fachschule für Optik und Fototechnik
Die Staatliche Fachschule für Optik und Fototechnik (SFOF) in Berlin war eine höhere Fachschule zur Weiterbildung für Augenoptiker und Fotoberufe. Aufgrund der Berliner Bildungspolitik wurde sie 2000 aufgelöst. Sie gilt als eine der ersten Filmschulen in Deutschland.

## Geschichte
1909 erfolgte die Eröffnung der ersten deutschen „Fachschule für Optiker“ in Mainz durch Bemühungen des Zentralverbandes der Inhaber optischer Geschäfte e. V. 1912 war die Verlegung der Fachschule nach Berlin, Neue Roß-Straße, als „Deutsche Optikerschule, Technikum des Deutschen Optikerverbandes e. V.“. 1914 kam es zur Schließung der Fachschule, bedingt durch den Ersten Weltkrieg. 1919 erfolgte die Wiedereröffnung der Fachschule als „Deutsche Schule für Optik und Phototechnik zu Berlin“, mit eigenem Studiengang für Phototechniker. Von der Stadt Berlin wurde 1930 ein eigenes Gebäude in der Hochstraße (nahe Bahnhof Gesundbrunnen) zur Verfügung gestellt. Das Fachschulgebäude in der Hochstraße wurde 1943 von Bomben zerstört. 1944 entstand eine provisorische Unterkunft der Fachschule am Spittelmarkt. Das Fachschulgebäude am Spittelmarkt wurde 1945 bei einem Bombenangriff durch Feuer zerstört. Erster Unterricht nach dem Zweiten Weltkrieg für die Abteilung Phototechnik erfolgte in den Räumlichkeiten der Ingenieurschule Gauß in der Bochumer Straße.

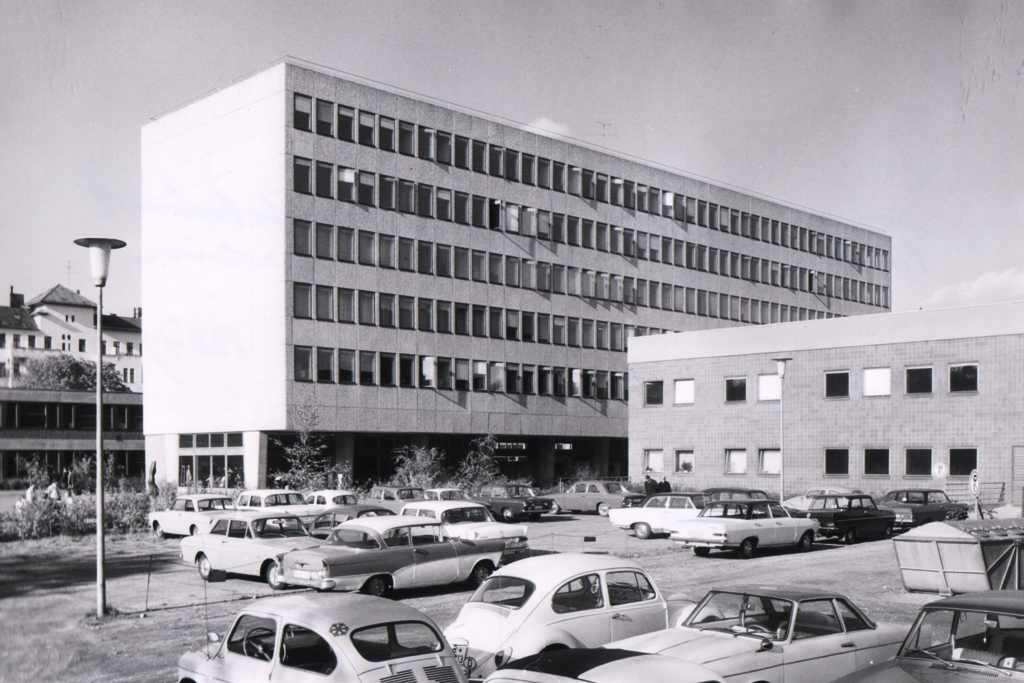
Fachhochschule für Optik und Fototechnik Berlin (1967)

Die Fachschule stand seit 1950 unter der Trägerschaft der Stadt Berlin und zog in das Gebäude der Japanischen Botschaft in der Tiergartenstraße. 1955 kam der Studiengang „Kamera-Assistenz“ hinzu. 1962 erfolgte die Einweihung des neuen Gebäudes am Einsteinufer 43–53 in Berlin-Charlottenburg. Heute befindet sich in dem Gebäude die Zentrale Universitätsverwaltung der Universität der Künste Berlin (UdK).
1996 begann mit der Auflösung des Studiengangs Fototechnik der Abbau der SFOF. Ein weiterbildender Studiengang Fototechnik wurde 1997 an der Fachschule für Foto- und Medientechnik (FFM) in Potsdam-Babelsberg eröffnet und medienspezifisch erweitert.
Die Fachrichtung Augenoptik löste sich 1998 von der SFOF und ging zur Technischen Fachhochschule (TFH) Berlin über.
Die Fachrichtung Kamera wurde im Jahr 2000 ebenfalls zur Technischen Fachhochschule (TFH) Berlin überführt. Damit war die SFOF aufgelöst.
Die weiterbildenden Studiengänge Augenoptik und Kamera werden heute als grundständige Ausbildungen an der Berliner Hochschule für Technik angeboten.

## Ausbildung
Für Augenoptiker gab es einen Studiengang zum Staatlich geprüften Techniker der Fachrichtung Augenoptik. Für Fotoberufe einen Studiengang zum Staatlich geprüften Techniker der Fachrichtung Fototechnik.
Daneben gab es eine Weiterbildung zum Staatlich geprüften Kameraassistenten, die als Vorläufer für die grundständigen Kamerastudiengänge angesehen werden kann.
Die weiterbildenden Studiengänge boten mit der Ausbildung zum „Staatlich geprüften Techniker und zum staatlich geprüften Kamera-Assistenten“ eine der ersten medientechnischen Ausbildungen im West-Deutschland an.

## Absolventen
- Herwarth Staudt
- Thomas Wilk, damals Thomas Weisweiler (trickWILK GmbH), 1974
- Frank Griebe (Lola rennt, 1998)
- Dietrich Lohmann (Deep Impact, 1998)
- Ralf Leistl
- Jörg Jeshel (Black Box BRD, 2001)
- Günther Fielmann (Fielmann AG, 1965)